# Callipallene ersei
Callipallene ersei là một loài nhện biển trong họ Callipallenidae. Loài này thuộc chi Callipallene. Callipallene ersei được miêu tả khoa học năm 1997 bởi Bamber.